# Пюкрей
Пюкре́й (чув. Пӳкри) — деревня в Шумерлинском районе Чувашской республики. До 2021 года входила в состав Юманайского сельского поселения до его упразднения.

## География
Находится в западной части Чувашии на расстоянии приблизительно 19 км на северо-восток по прямой от районного центра города Шумерля.

## История
Известна с 1879 года, когда здесь было учтено 20 дворов и 111 жителей. В 1897 году отмечено 23 двора и 147 жителей, в 1926 39 и 185 соответственно, в 1939 183 человека, в 1979 115, в 2002 — 27 дворов, в 2010- 18 частных домохозяйств. В советское время работал колхоз «Пюкрей», позднее СХПК им. Чапаева.

## Население
Население составляло 51 человек (чуваши 100 %) в 2002 году, 55 в 2010.